# Kasgeurmier
De kasgeurmier (Linepithema iniquum) is een mierensoort uit de onderfamilie geurmieren (Dolichoderinae). De wetenschappelijke naam van de soort is voor het eerst geldig gepubliceerd in 1870 door Mayr.